# Arizona
|  | Per a altres significats, vegeu «Arizona (desambiguació)». |

Arizona és un estat dels Estats Units d'Amèrica a la regió sud-oest de país. Forma part dels estats occidentals i muntanyosos. És el 6è més gran i el 14è més poblat dels 50 estats. Phoenix n'és la capital i la ciutat més gran. Limita amb Nou Mèxic a l'est, Utah al nord, Nevada i Califòrnia a l'oest, i Mèxic al sud, cap al cantó sud-oest de Colorado, i és un dels estats de la regió de Four Corners. La frontera d'Arizona amb Mèxic té una extensió de 389 milles (626 km), a la frontera nord dels estats mexicans de Sonora i Baixa Califòrnia. Arizona va ser el 48è estat admès a la Unió.

## Etimologia del nom
Hi ha tres teories de la significació original de la paraula «Arizona». Els espanyols anomenaven aquest territori "zona àrida". Amb el pas del temps va adoptar el nom actual, Arizona. Una altra teoria sosté que el nom provindria del toponímic emprat per conquistadors o pastors d'origen basc "Aritz Ona", lit. "bon roure", en ser la reserva més gran de roures al sud dels actuals Estats Units. Així mateix, una altra teoria (la més factible) situa el seu origen en la frase a elĭ ṣonak (actualment: a elĭ ṣonǎ), que en llengua O'odham significa "font menuda". (Hi ha molts exemples de l'ús de "ari" i "son" en noms de llocs en el sud d'Arizona: Tucson, Arivaca, Sonoita/, Arivaipa.) El topònim Arizonac es va aplicar inicialment als camps de mines de plata, i més tard (ja reduït a Arizona) al territori sencer.

## Història

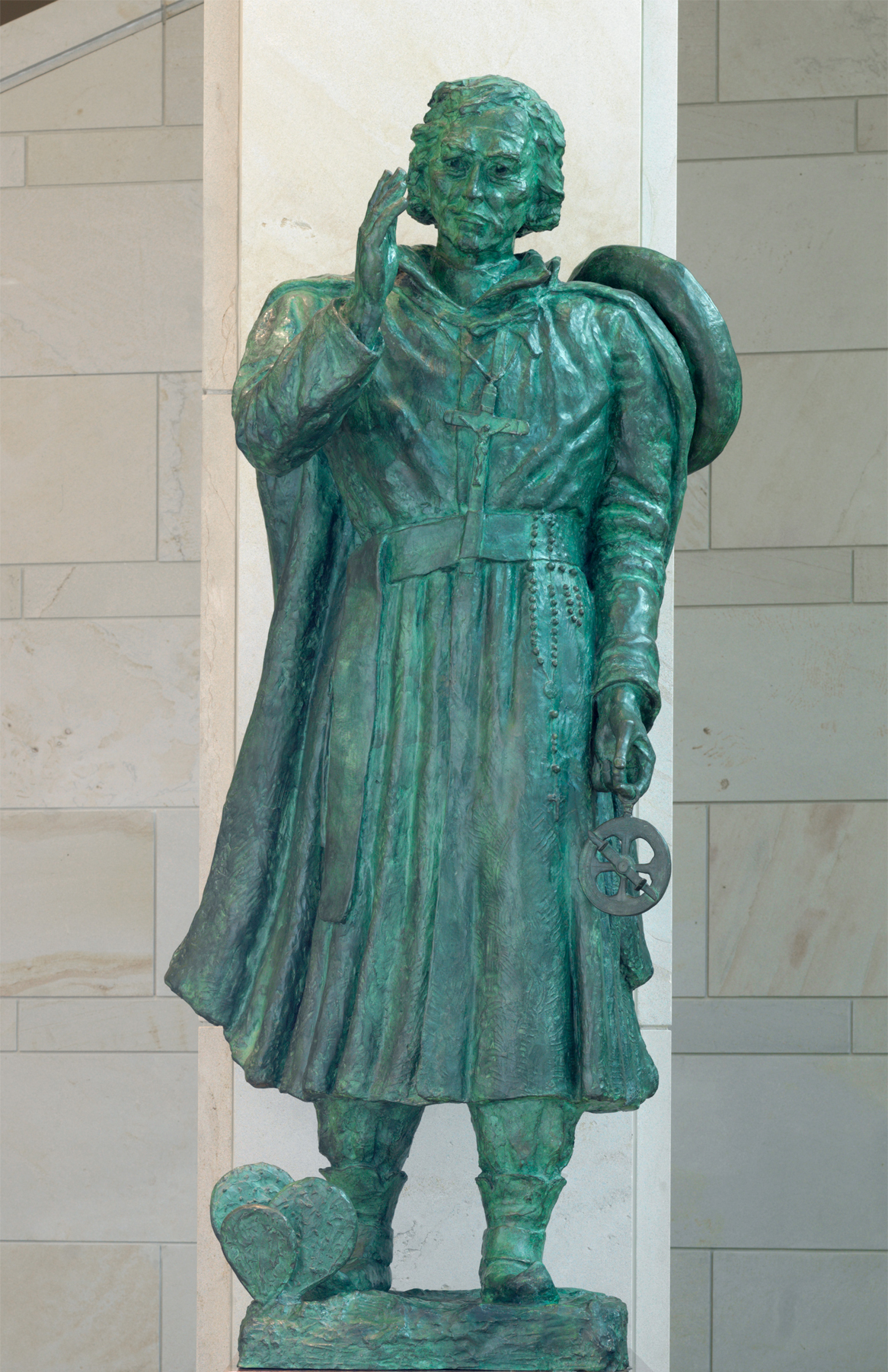
Eusebio Francisco Kino

A Arizona hi ha jaciments arqueològics de restes humanes que daten de fa 12.000 anys. Fa un mil·lenni, els grups principals que van habitar aquest territori van ser els indis anasazi (ancestres dels indis pueblo), els hohokam (antecessors dels indis tohono o'odham i pima) i els indis mogollon. Els apatxes i els navahos, amb els quals van lluitar els espanyols des del segle XVI, van arribar a aquestes terres poc abans de l'arribada dels primers europeus.
El primer europeu que es va endinsar en el territori, que avui està administrat per l'estat d'Arizona, va ser el frare franciscà Marc de Niça el 1539. Aquest frare buscava Les Set Ciutats de Cíbola, un paratge d'immensa riquesa segons una llegenda que s'havia estès per Nova Espanya. Francisco Vázquez de Coronado
va explorar Arizona a la recerca, com Marc de Niça i amb el mateix èxit, de les ciutats llegendàries. Un segle i mig més tard, el 1692, el pare Eusebio Francisco Kino va fundar vint missions a Arizona. Al fervor missioner li va seguir l'explotació minera, ja que el 1736 el descobriment de plata a prop de la ciutat de Nogales va atraure nova població. Com a conseqüència d'aquests descobriments, els espanyols van establir uns forts en Tubac i Tucson per defensar-se dels indis hostils, que es veien amenaçats per l'arribada de nous colons. La importància que anava adquirint aquest territori i la nova orientació política de la Corona espanyola cap als territoris perifèrics del seu imperi, va fer que es reorganitzessin: Administrativament va ser part de la província de Sonora, i el 1776 es va integrar en les Províncies Internes d'Occident, que al seu torn depenien formalment del Virregnat de Nova Espanya, entitat administrativa amb capital a la ciutat de Mèxic.

### Territori mexicà
Després de la Independència de Mèxic el 1821, Arizona va formar part del territori d'Alta Califòrnia. El 1846, poc després de començar la invasió nord-americana, les tropes nord-americanes van entrar al territori. Arizona va ser, després de la derrota mexicana, part de l'immens territori que els Estats Units van desposseir a Mèxic, oficialment obligat a cedir-lo pel Tractat de Guadalupe-Hidalgo signat el 1848.

### Incorporació als Estats Units
Els Estats Units incorporaren el Territori de Nou Mèxic com a unitat administrativa per reorganitzar la seva enorme ampliació territorial. Malgrat l'intent dels colons nord-americans per declarar-lo estat independent, Arizona i la resta de Nou Mèxic va seguir durant anys administrat pel Congrés dels Estats Units. En part per aquest descontentament, durant la Guerra de Secessió (1860-1865) els colons establerts al Territori d'Arizona es van declarar partidaris de la Confederació. Les tropes confederades van intentar ocupar Arizona i Nou Mèxic però no van aconseguir controlar l'àrea. Durant la Guerra, el Congrés va accedir finalment a donar satisfacció als colons i va crear el Territori d'Arizona el 1863, com a unitat independent, un primer pas per a la seva futura admissió com a estat de la Unió.
Els colons van seguir arribant, gràcies en part a l'arribada del ferrocarril el 1877 que va unir Arizona amb la costa de Califòrnia, per establir granges i explotar les mines d'or, plata i coure. La invasió dels colons va provocar la lluita entre aquests i els indis navaho i apatxe, una confrontació que va marcar el terç final del segle xix. En efecte, el 1864 Kit Carson va organitzar una campanya contra els indis navaho a qui va derrotar, però les campanyes contra els apatxes, liderats per Cochise i Jerónimo, van continuar fins a 1886, quan es va aconseguir la rendició d'aquest últim.
L'admissió d'Arizona com a estat dels Estats Units va ser aprovada finalment el 1912. El primer governador va ser George W P Hunt qui va ser elegit en set ocasions i que va destacar pel desenvolupament de preses i de sistemes d'irrigació, construïts amb els recursos dels rius Salt, Gila, Verd i Colorado. Aquestes obres i el clima benigne de la zona de Phoenix van permetre una ràpida colonització de certes àrees de l'estat. La riquesa minera (coure sobretot) i el desenvolupament del sector agropecuari van aconseguir que fins i tot durant la Gran Depressió que va seguir al Dijous Negre de 1929, Arizona seguís creixent demogràficament i econòmicament. La Segona Guerra Mundial va permetre una nova acceleració de la seva economia, gràcies al fet que aquest estat es va convertir en proveïdor de matèries primeres procedents de la mineria i del camp.

### Història recent
Alguns factors han permès que continués, sobretot entre 1950 i 1980, el gran creixement demogràfic que ha caracteritzat Arizona (La població s'ha multiplicat per quatre en els últims anys). En efecte, en primer lloc la generalització de l'aire condicionat a la dècada dels 50 va permetre un major creixement demogràfic (molts jubilats van arribar a la recerca d'un clima suau i sec). En segon lloc, el 1960, Arizona va començar a desenvolupar la seva indústria i prestar atenció a altres sectors, com el turisme, per diversificar una economia que fins aleshores estava excessivament centrada en l'agricultura i en la mineria. Finalment, el 1974 es va començar el projecte d'Arizona central, que va permetre utilitzar els recursos del riu Colorado per drenar aigua a Arizona.
El maig de 2010 es va aprovar la llei Arizona SB1070, que és la major i més àmplia i estricta llei contra la immigració il·legal en les últimes dècades. Aquesta llei ha cridat l'atenció nacional i internacional, i ha provocat una controvèrsia considerable.

## Geografia

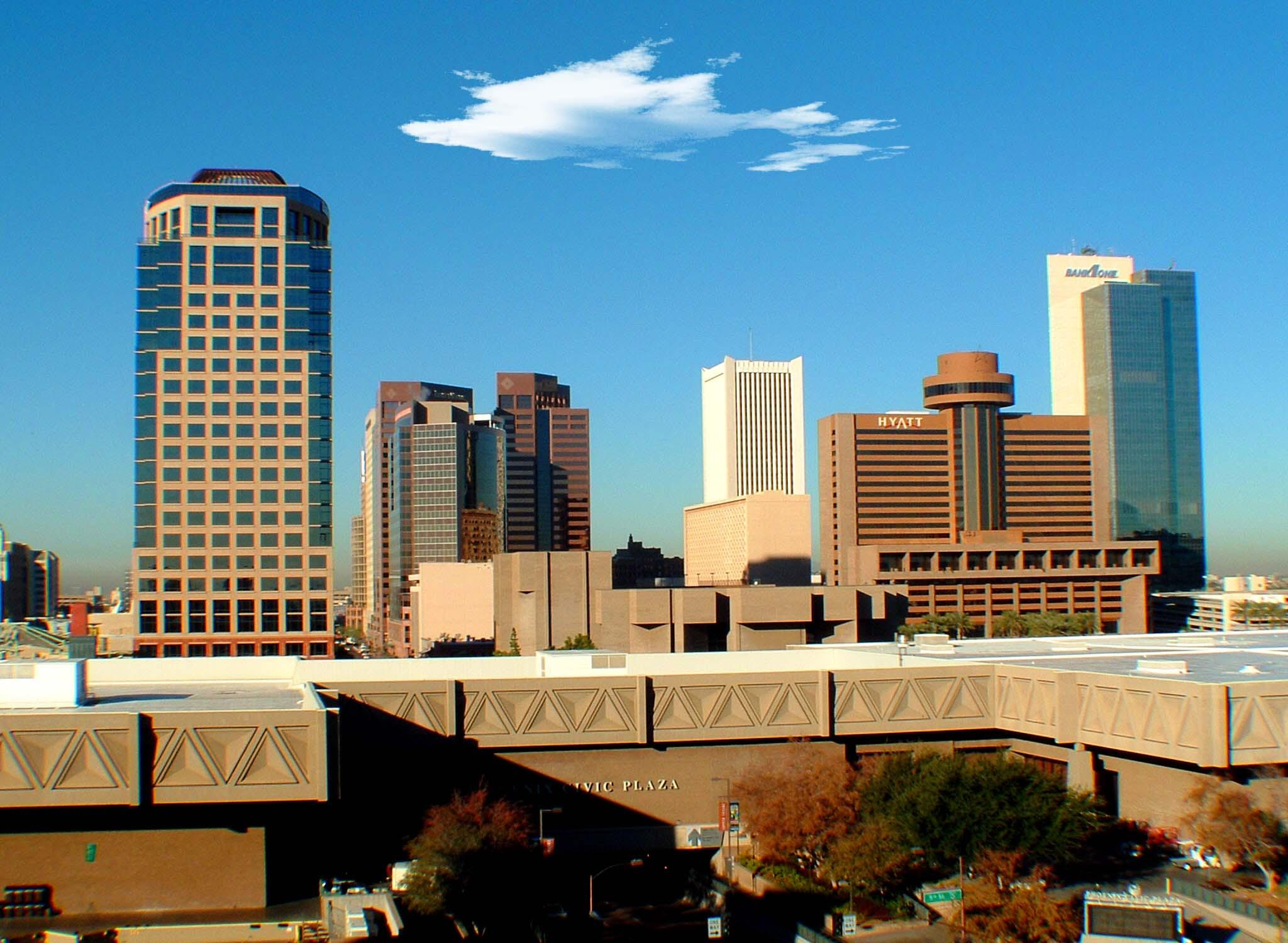
Vista de Phoenix.

La capital d'Arizona és Phoenix, que alhora és la ciutat més gran de l'estat. L'àrea metropolitana de Phoenix comprèn les ciutats satèl·lit de Glendale, Peoria, Chandler, Sun City, Sun City West, Fountain Hills, Surprise, Gilbert, El Mirage, Avondale, Tempe i Scottsdale, amb una població total de més de 4,8 milions d'habitants.
Tucson és la segona ciutat més gran de l'estat, localitzada 180 km al sud-est de l'Àrea Metropolitana de Phoenix. L'Àrea Metropolitana de Tucson sobrepassava el llindar del milió d'habitants a principis de 2007. Alberga la Universitat d'Arizona, una de les només tres universitats públiques de l'estat.
Yuma constitueix la tercera àrea metropolitana d'Arizona. Es localitza prop de la frontera amb Califòrnia i Mèxic. És una de les ciutats més càlides dels Estats Units, amb una mitjana de 42 °C al juliol (la mitjana a la Vall de la Mort, en aquest mateix mes, és de 46 °C). La ciutat també presenta dies assolellats, aproximadament el 90% de l'any. L'àrea metropolitana de Yuma té una població de 160.000 habitants.
Flagstaff és la ciutat més gran d'Arizona septentrional. A una altitud de 2.100 m, constitueix un rígid contrast a les regions desèrtiques a les quals sol estar associada Arizona. Flagstaff té 57.391 residents, a més del campus principal de la Northern Arizona University.
L'àrea micropolitana de Sierra Vista-Douglas està ubicada al comtat de Cochise i pràcticament comprèn totes les poblacions d'aquest comtat. Algunes de les ciutats que comprenen l'àrea micropolitana de Sierra Vista-Douglas són: Sierra Vista, Benson, Tombstone, Bisbee, Naco i Douglas. Per a l'any 2000 l'àrea metropolitana tenia 177,755 i el 2007 és estimada una població de 127,866.

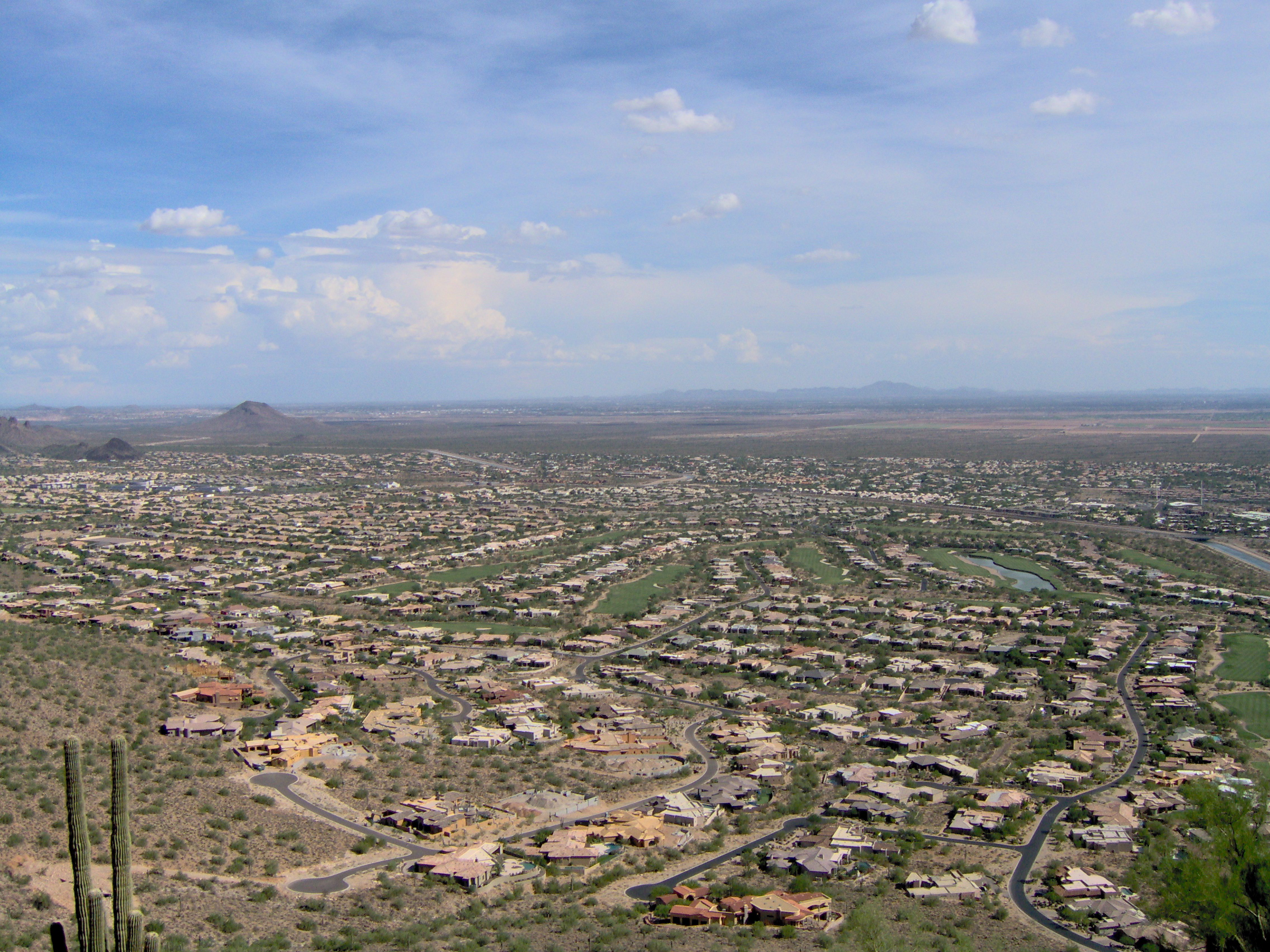
Scottsdale

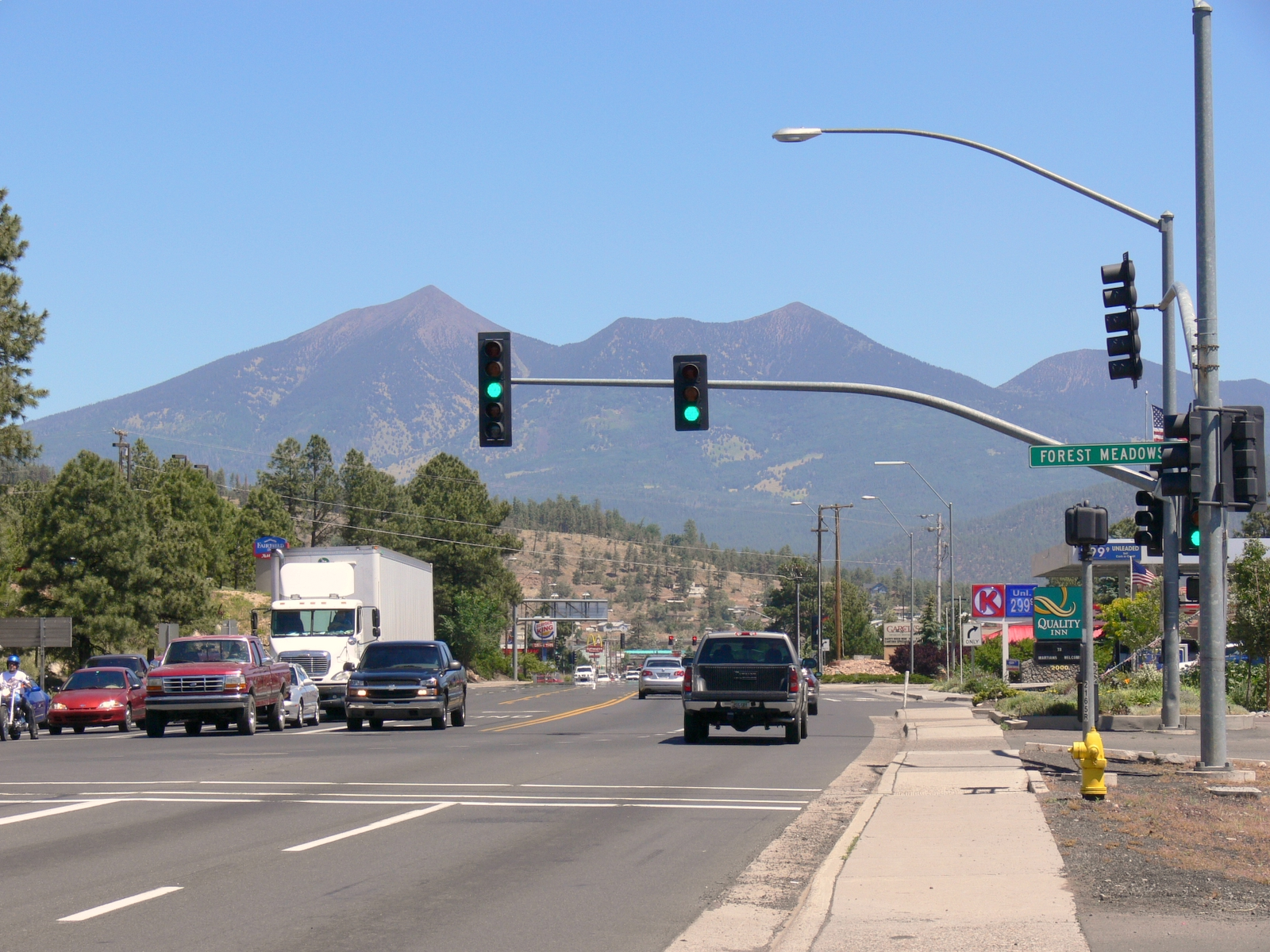
Flagstaff

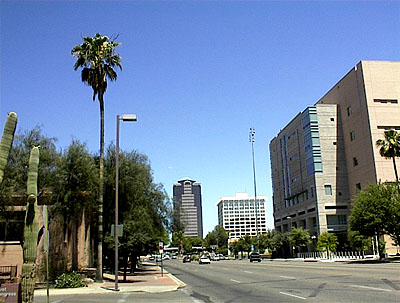
Tucson

La següent és una llista de ciutats més poblades d'Arizona. Apareixen en negreta aquelles la població supera els 100.000 habitants.
| - Apache Junction - Avondale - Benson - Bisbee - Buckeye - Bullhead City - Camp Verde - Casa Grande - Casas Adobes - Catalina Foothills - Chandler - Coolidge - Cottonwood - Cottonwood-Verde Village - Douglas - Drexel Heights - Dudleyville - Eloy - Flagstaff - Florence - Flowing Wells - Fortuna Foothills - Fountain Hills - Gilbert - Glendale | - Globe - Golden Valley - Goodyear - Green Valley - Holbrook - Jerome - Kingman - Lake Havasu City - Mammoth - Marana - Mesa - Mohave Valley - New Kingman-Butler - New River - Nogales - Oro Valley - Paradise Valley - Payson - Peoria - Phoenix - Prescott Valley - Prescott - Queen Creek - Safford - San Luis | - Scottsdale - Sedona - Sierra Vista Southeast - Sierra Vista - Sun City West - Sun City - Sun Lakes - Superior - Surprise - Tanque Verde - Tempe - Tucson - Wickenburg - Wikieup - Yuma - Youngtown |

### Orografia

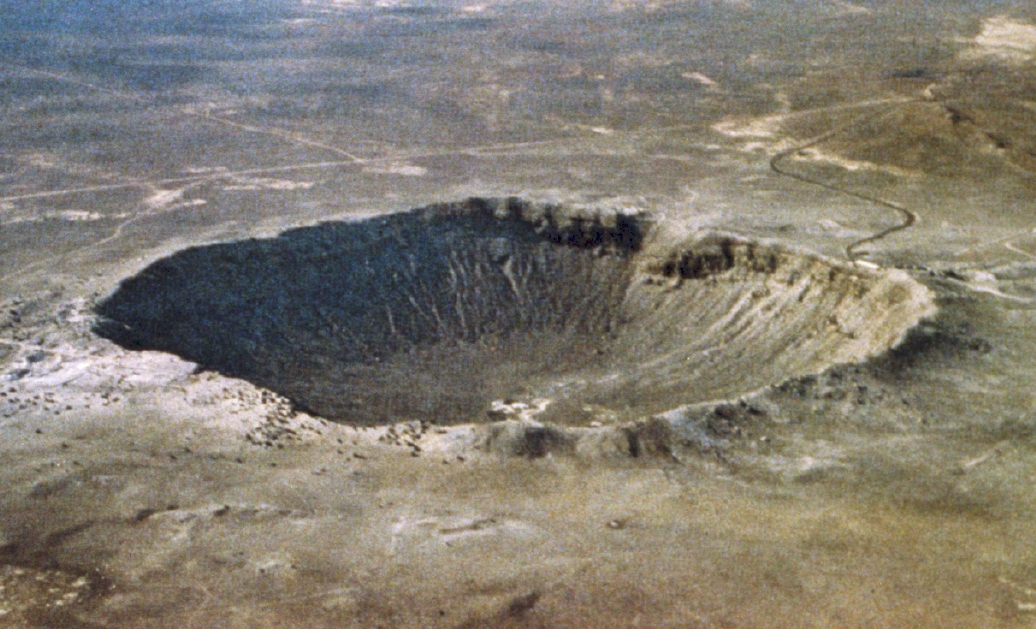
Crater d'un Meteorit

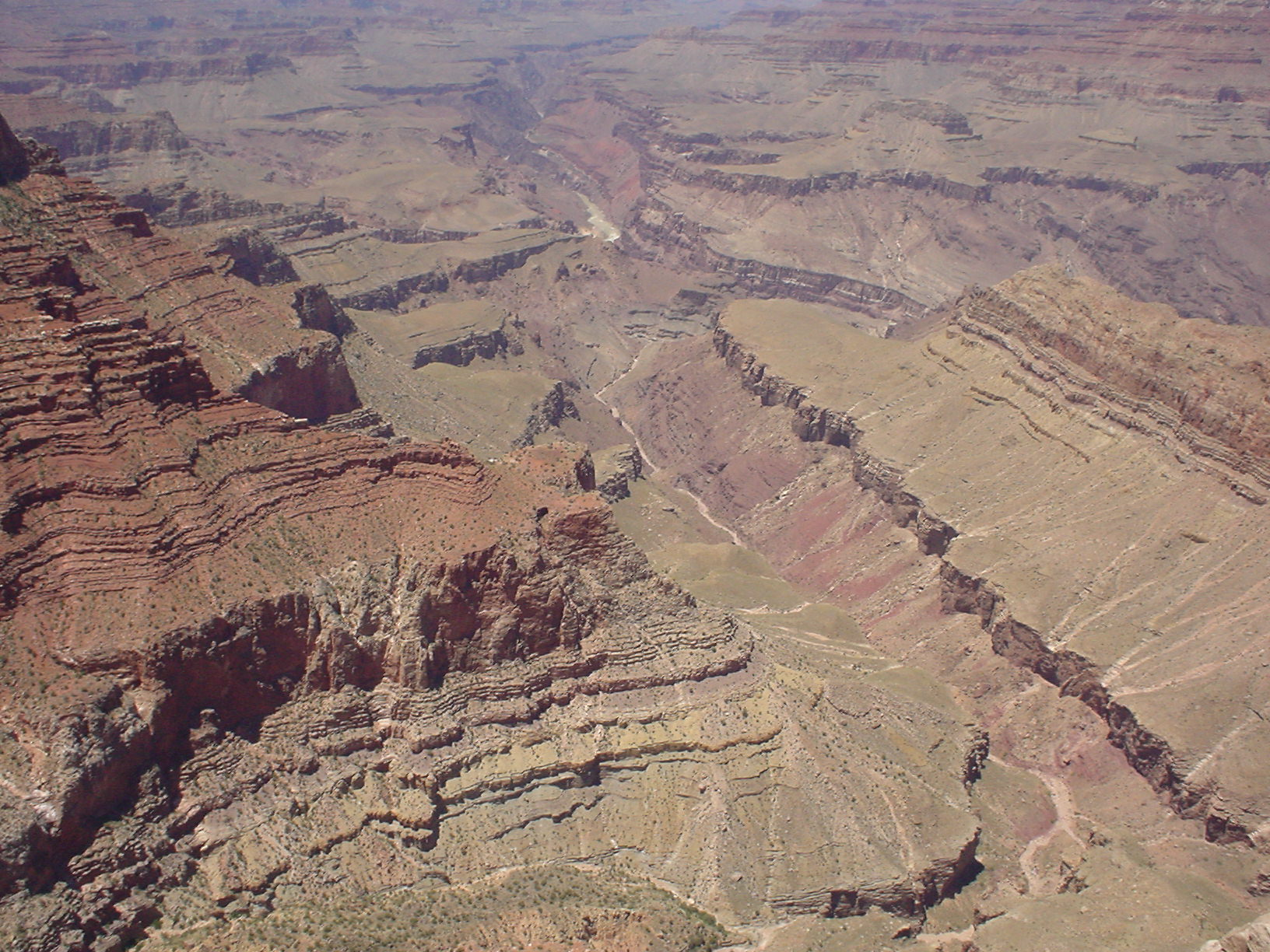
Gran canyó del Colorado

Format principalment per roques sedimentàries, gairebé horitzontals i molt erosionades, que constitueixen el desert de Gila al sud-oest, i els altiplans de Colorado i San Francisco al nord, amb els famosos canyons provocats per l'antic treball erosiu dels rius, entre els quals destaca sobretot el Gran Canyó i també l'espectacular Antelope Canyon. La faixa central és formada per les roques eruptives de les muntanyes de San Francisco, que arriben als 3 862 m (Humphreys Peak). La xarxa hidrogràfica es redueix al riu Colorado, al límit amb Califòrnia, i els seus afluents: Gila, Petit Colorado i Williams; les rescloses construïdes per al regatge han originat els llacs artificials de Mead i Havasu, i també les rescloses de Roosevelt (sobre el Salt River) i Coolidge (sobre el Gila). El clima és àrid, amb menys de 250 mm de pluja mitjana anual; l'aridesa del clima només fa possible una vegetació pobra i xeròfila, amb moltes espècies de cactus.

### Àrees protegides
Arizona compta amb nombrosos parcs nacionals i altres unitats gestionades pel Servei de Parcs Nacionals (NPS), entre ells el Parc Nacional del Gran Canyó, el Llac Powell (el llac artificial més gran dels Estats Units) de l'Àrea Recreativa Nacional del Canyó Glen, el Parc Nacional del Bosc Petrificat i el Monument Commemoratiu Nacional de Coronado. Altres àrees protegides inclouen:
- Monument Nacional de Gran Canyó-Parashant[2][3]
- Monument Nacional del Canyó de Chelly[4]
- Monument Nacional de les Ruïnes de Casa Grande[4]
- Monument Nacional de Chiricahua[5]
- Monument Nacional Commemoratiu a Coronado[6]
- Lloc Històric Nacional del Fort Bowie[7]
- Àrea Recreative Nacional del Canyó Glen (parcial)[8]
- Parc Nacional del Gran Canyó[9]
- Monument Nacional de Hohokam Pima[10][11]
- Lloc Històric Nacional de la Factoria de Hubbell[12]
- Àrea Recreativa Nacional del Llac Mead (parcial)[13][14]
- Monument Nacional del Castell de Montezuma[15][16]
- Monument Nacional Navajo[17]
- Monument Nacional del Cactus Tubs d'Orgue[18]
- Parc Nacional del Bosc Petrificat[19]
- Monument Nacional de Pipe Spring[20]
- Parc Nacional del Saguaro[21]
- Monument Nacional del Volcà Sunset Crater[22]
- Monument Nacional de Tonto[23]
- Lloc Històric Nacional de Tumacácori[24]
- Monument Nacional de Tuzigoot[25]
- Monument Nacional del Canyó Walnut[26]
- Monument Nacional de Wupatki[27]

### Flora i fauna

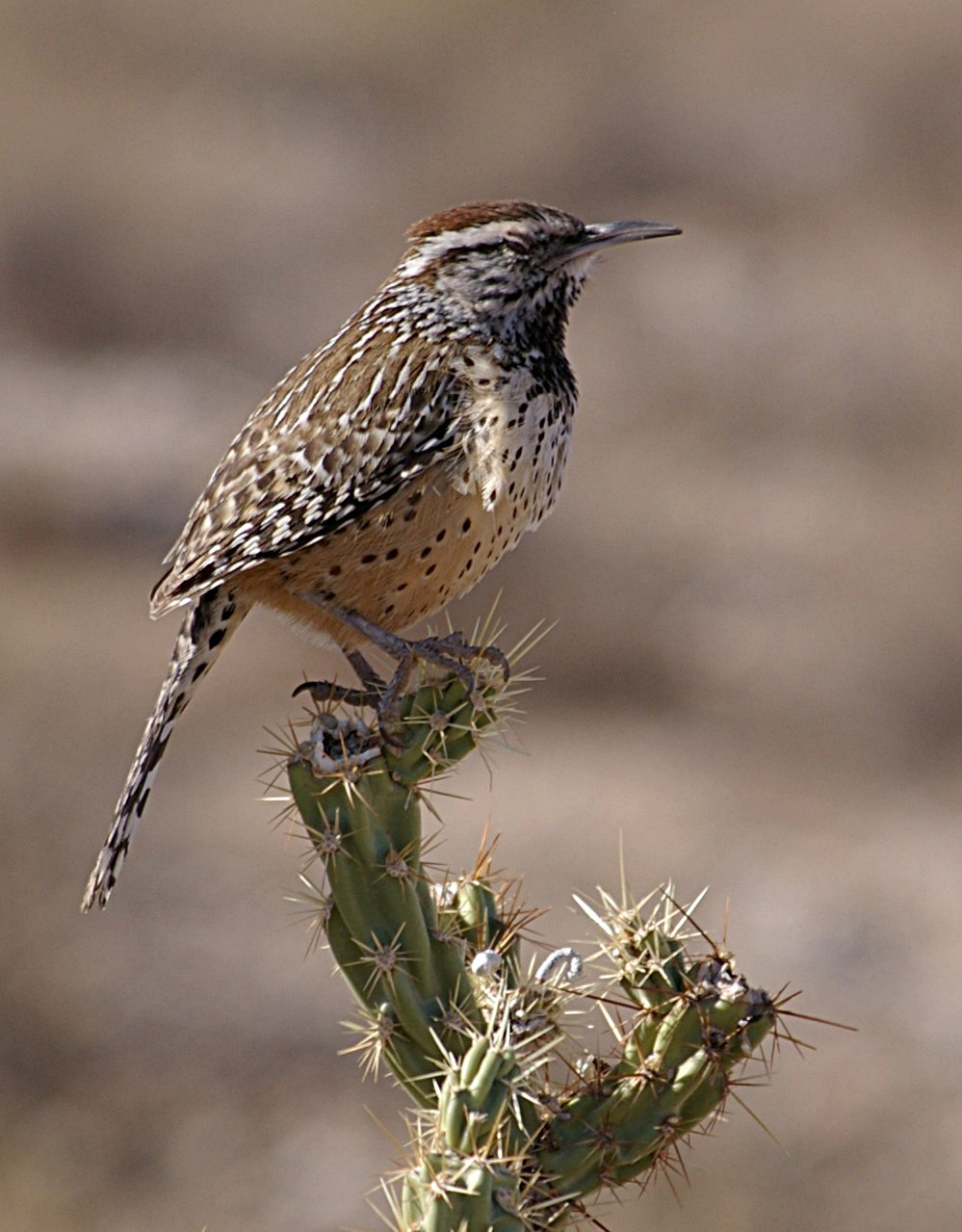
Un cactus Wren

Arizona compta amb una àmplia diversitat de vegetació a conseqüència del seu terreny variat. Al desert creixen nombroses espècies de cactus, com el saguaro (la seva flor és la flor estatal), les figueres de moro i la iuca. La jojoba, una espècie d'arbust que creix en àrees desèrtiques, és molt apreciada per les seves nombroses propietats. A altituds més elevades, a les muntanyes, creixen pícees, avets, ginebres, pins ponderosa i roures.
La fauna d'Arizona també és variada. Va dels llangardaixos i les serps del desert als cérvols, ants i antílops de les muntanyes del nord. També es troben pumes, jaguars, coiots i ossos negres, a més de teixons, llebres de cua negra i guineus grises. Entre els petits mamífers hi ha diverses espècies de conills, ratolins, i esquirols. Els gossets de la praderia esquitxen les regions del nord. Al desert abunden les serps, a més d'altres rèptils com els llangardaixos de collaret i les chacahualas. Entre les aus natives destaquen la cotorra serrana occidental i la matraca del desert (que és l'ocell estatal).

### Clima
Paisatge del nord d'Arizona. Al fons, els cims nevats dels San Francisco Peaks causa de la seva gran extensió i les variacions d'altitud, l'estat presenta una extensa varietat de condicions climàtiques localitzades. En les altituds més baixes (al sud de l'Estat), el clima és majoritàriament desèrtic, amb hiverns suaus i estius calorosos. Normalment, de finals de tardor a principis de la primavera el temps és suau, i la temperatura mínima és de 15 °C. Entre novembre i febrer són els mesos més freds (amb temperatures entre 4 i 24 °C), encara que no són infreqüents les gelades.
Aproximadament a mitjans de febrer, les temperatures comencen a pujar de nou, amb dies càlids i fredes nits de vent. L'estiu, de maig a agost, es caracteritza per una calor seca que oscil·la entre els 32 i 48 °C. En àrees desèrtiques es poden registrar puntualment temperatures que superen els 52 °C. Degut en gran manera al clima àrid, tenen lloc sovint grans oscil·lacions de temperatures entre el dia i la nit (algunes de fins a 28 °C en els mesos d'estiu). La temperatura més alta registrada a Arizona va ser de 53 °C, mesurats el 29 de juny de 1994.
Per la seva banda, el terç nord d'Arizona és un altiplà amb una altitud significativament més alta que el desert, més baix, i té un clima més fresc, amb hiverns freds i estius suaus. No són rares les temperatures molt baixes, ja que solen afectar l'estat dels sistemes d'aire fred vinguts dels estats del nord i del Canadà, fent que les temperatures caiguin per sota dels 18 °C a les parts més altes d'Arizona. La menor temperatura registrada a Arizona va ser de -40 °C, el 7 de gener de 1971, a Hawley Lake 
Arizona té una precipitació mitjana anual de 322 mm. Aquesta distribució no és uniforme, ja que les majors taxes de precipitació mitjana anual es localitzen al llarg de la regió central, i les menors, al sud-oest. A les regions del centre, la precipitació mitjana anual és superior a 50 centímetres, mentre que al sud-oest, és inferior a 15. Les regions de major altitud d'Arizona poden rebre més de 70 centímetres de neu cada any. La precipitació plujosa es concentra en dues estacions humides. Durant l'hivern venen fronts freds de l'Oceà Pacífic, i a l'estiu es produeix el monsó.
La temporada de monsó s'estén de mitjans de juliol a agost i porta vents, llamps, tempestes i pluges torrencials. És estrany que es donin tornados i huracans a Arizona, hi ha registres que indiquen, se n'han produït amb anterioritat.

### Geografia humana
Segons les dades de 2006, Arizona tenia una població estimada de 5.567.378 habitants, qual cosa suposa un augment de 313.311 habitants (o un 6,5%, que és el mateix) respecte a l'any anterior i un augment de 1.435. 686 habitants (o un 20,2%), en relació amb 2000. L'augment demogràfic des de l'últim cens (el de 2000) es deu a un creixement natural de 897.928 persones (564.062 naixements menys 466.134 morts) i una migració neta de 745.944 persones a l'estat. Les migracions externes han donat lloc a un augment net de 204.661 persones, mentre que les migracions internes van produir un creixement net de 941.283 persones.
Segons les xifres de població de l'1 de juliol de 2006, Arizona és l'estat de major creixement als Estats Units, té una taxa de creixement demogràfic del 7,6% des de 2005, que supera el ritme de creixement del líder anterior, Nevada. Aquestes elevades taxes de creixement natural es deuen en part a la gran immigració de mexicans (de vegades il·legals). El 2005, el 15% dels habitants de l'estat (943.296 persones) no havien nascut a Arizona. D'aquests, el 31% eren ciutadans dels Estats Units i el 69% no ho eren.
El centre de població d'Arizona es troba al Comtat de Maricopa, a la ciutat de Gilbert.

### Cultures i ètnies

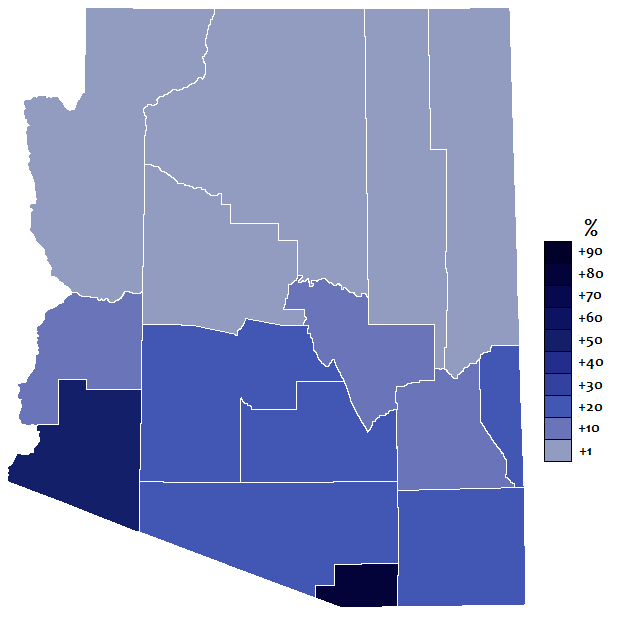
Extensió de la llengua Castellana per Arizona

Actualment l'estat d'Arizona té una població de 6.166.318 persones, dels quals :
Segons el cens del 2000, hi havia censats a l'estat 158.873 afroamericans (3,1%) i 297.896 amerindis nord-americans (5,7%). Les tribus més importants són els navahos (131.166), apatxes (25.676), pàpago (16.692), pueblo (12.227), yaqui (12.128), cherokees (9.785), pima (7.895), yuma (5.054) sioux (3.011), choctaw (2.517), anishinaabemowin (1.522), indis del riu Colorado (1.472), iroquesos (1.110), i blackfoot (1.061).
La població d'origen llatinoamericà és la de més ràpid creixement, a causa de l'alta taxa de creixement de les famílies hispanes, ia la immigració.
Segons el mateix cens, les llengües més parlades eren: 3.523.487 anglès (74,14%), 927.395 espanyol (19,51%), 89.951 navaho (1,89), 30.109 altres llengües autòctones, 25.103 alemany, 17.111 xinès, 15.663 francès, 10.049 tagalog, 9.999 vietnamita i altres.

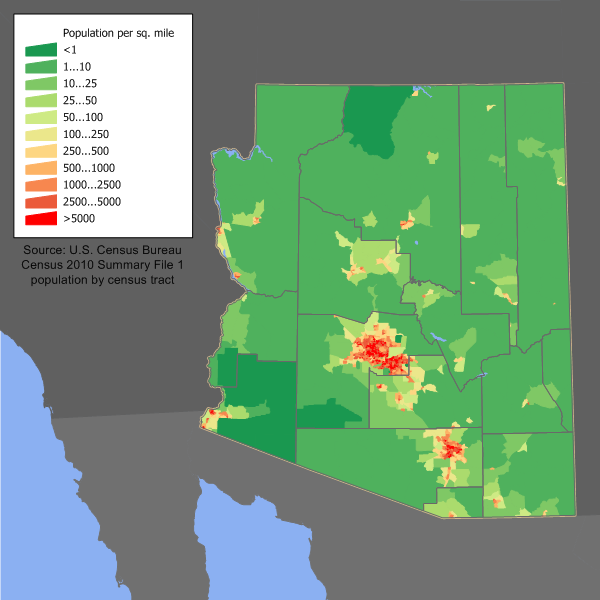
Densitat de població a Arizona.

D'acord amb una estimació realitzada el 2003, Arizona té el tercer nombre més gran (i el sisè major percentatge) de nadius americans dels Estats Units: 286.680 nadius americans viuen a l'estat, el que representa un 10% de la població indígena nord-americana. Només les poblacions indígenes de Califòrnia i Oklahoma són majors. Els perímetres de les ciutats de Phoenix, Tucson, Prescott i Yuma limiten amb reserves natives.
Els sis grups ètnics més grans d'Arizona són els mexicans (que componen el 21% de la població de l'estat), els alemanys, els britànics, els irlandesos i els nadius americans. La població del sud i de la regió central d'Arizona és principalment mèxico-americana (especialment en els comtats fronterers amb Mèxic), el centre nord i el nord-oest estan habitats per descendents d'anglesos i al nord-est hi habiten nombrosos natius indígenes.
Actualment, la majoria de la població de l'estat és blanca no hispana i llatina, el grup ètnic predominant al sud de l'estat és hispà (mexicans i espanyols), a l'est és indígena a l'oest és caucàsica, tenen les majors taxes de natalitat entre la població hispana, es preveu que cap grup ètnic serà majoritari al voltant del 2035. El 2003, per primera vegada en la història d'Arizona, s'havien registrat més naixements d'hispans que naixements de blancs no hispans.
El 2000, el 74,1% de la població d'Arizona de 5 o més anys parlava anglès a casa, i un 19,5%, espanyol. El navaho és el tercer idioma més parlat en l'estat: l'1, 9% de la població d'Arizona el parla. Un altre 0,6% parla altres llengües natives. L'alemany és l'idioma matern del 0,5% de la població.

#### Religió
Afiliacions religioses de la població d'Arizona:
- Cristianisme - 63% 
  - Protestantisme - 32%
  - Catolicisme - 24%
  - Mormonisme - 6%
  - Testimonis de Jehovà - 1%
- Judaisme - 2%
- New Age - 1%
- Altres religions - 3%
- No afiliats - 31%

Les primeres religions d'Arizona van ser les creences sagrades i les pràctiques dels indis, que tenien un caràcter animista. Els missioners catòlics van començar a convertir els indis d'Arizona (els franciscans entre els hopi i els jesuïtes entre els pima) a la fe cristiana a finals del segle xvii. En els últims anys del segle xviii, els franciscans ja eren la principal força missionera, i l'Església Catòlica s'havia consolidat amb fermesa. El 2000, a l'estat vivien 974.883 catòlics, repartits en 267 congregacions.
L'Església de Jesucrist dels Sants dels Últims Dies constitueix la segona major denominació cristiana, amb 251.974 seguidors i 643 congregacions. Gran part dels primers colonitzadors d'Arizona eren mormons. Altres denominacions cristianes importants són la Convenció Baptista del Sud (138.516 membres) les Assemblees de Déu (82.802) i l'Església Metodista Unida, (53232) 
El 2000, la població jueva d'Arizona era de 81.675 habitants, i la musulmana, d'11.857. Hi havia també al voltant de 25 congregacions budistes i 9 hinduistes.

#### Piràmide d'edats

Piramide d'edats d'Arizona del 2000

La distribució de la població per edats el 2004 era: 
- Menys de 5 anys: 7,8% 445.654
- Menys de 18 anys: 26,9% 85.685
- Més de 65 anys: 12,7% 3258990000

Les persones de sexe femení componen el 50% de la població d'Arizona, i les de sexe masculí, l'altre 50%.

## Economia
Les activitats econòmiques més importants d'Arizona són la indústria, la mineria, l'agricultura i les relacionades amb les activitats turístiques. Els sectors que donen feina a més persones són, per aquest ordre, els serveis (donada la importància del seu sector turístic), el comerç, la indústria i la construcció. La mineria ha experimentat durant 1999 un descens apreciable com a demandant de mà d'obra. En termes de producte interior brut (PIB), aquest estat experimenta un creixement del 5,1% anual (1995-96). El major increment en el PIB s'ha produït en el sector serveis (9,7%), mentre el sector menys dinàmic ha estat el de la construcció (3,5%).
Es calcula que la terra dedicada a activitats agropecuàries és d'un 50% de la superfície de l'estat. Les parcel són les de major extensió dels Estats Units, ja que tenen una mitjana de 2.038 ha i el 47% es dediquen al cultiu i la resta a la ramaderia. L'estat manté i controla els sistemes d'irrigació. Els cultius principals són el cotó (Arizona és el quart estat amb major producció), verdures (sobretot enciams) i fenc. La ramaderia es basa en el boví que és la base d'una potent indústria de productes lactis.
Arizona compta amb una gran superfície boscosa, equivalent a un 25% del seu territori. Les dues terceres parts d'aquests boscos estan protegits pel govern (que els classifica com Parcs Nacionals) pel que la seva indústria de la fusta és escassa (solament una cinquena part de la seva superfície és boscosa).
Els recursos miners, encara que han experimentat un retrocés en els darrers anys, continuen sent fonamentals en l'economia no només d'Arizona, sinó dels Estats Units. En efecte, Arizona és el quart estat en el país amb major extracció minera: en les seves mines s'obté el 69% del coure dels Estats Units i el 31% del molibdè. També és ric en or, plata i carbó, així com en materials de construcció com són la grava, el ciment i la pedra de pedrera.
La indústria d'Arizona s'ha beneficiat del preu avantatjós de la terra, de l'abundant i, per tant, barata energia elèctrica, del baix nivell de salaris en comparació amb altres estats i de la política fiscal del govern que ha intentat aportar incentius a les noves indústries. Per exemple, el govern ha facilitat la creació de polígons de desenvolupament industrial a Tucson i Phoenix amb excel·lents resultats. Com a conseqüència d'aquesta política i de les avantatjoses condicions exposades anteriorment, Arizona hi ha nombroses noves indústries del sector elèctric i electrònic, i d'equipament pesant.
La segona indústria més pròspera a Arizona és la relacionada amb el turisme, i encara que la major part dels seus visitants són nord-americans i alguns mexicans, està assolint cada vegada més visitants d'altres llocs especialment de països europeus.
Amb una força laboral de 4.430.000 de persones, el seu nivell d'atur és baix, ja que Arizona té una taxa d'atur de 4,1% (1999). Els ingressos mitjans anuals per capita són de $ 20.461 (1998), i per unitat familiar de 37.090 $ (1.800 dòlars per sota de la mitjana nacional). L'índex de població, que viu per sota de l'índex de pobresa, és d'un 16,6%, el que el converteix en el sisè estat menys afavorit en aquest aspecte, en aquest sentit ha empitjorat, ja que el 1990 ocupava el dinovè lloc amb un índex similar a la mitjana nacional.

## Govern i administració

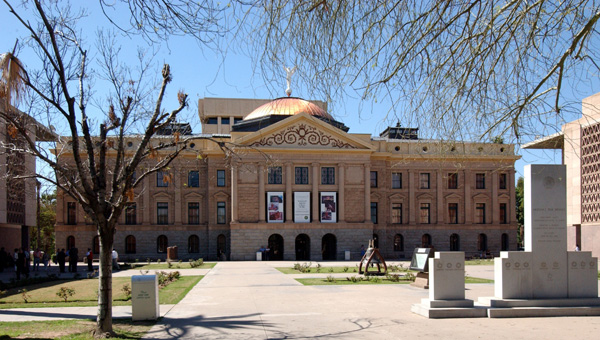
Capitoli d'Arizona a Phoenix

La posició Governador de l'Estat d'Arizona és la màxima posició d'executiu a Arizona. En l'actualitat, Jan Brewer és la governadora d'Arizona. La capital d'Arizona és Phoenix, des de 1912. Hi ha dues cambres legislatives per al govern d'Arizona. La Cambra de Representants és la Cambra baixa, i el Senat és la Cambra alta. En total, hi ha 60 representants a la Cambra de Representants, i hi ha 30 senadors al Senat.

## Art i cultura
Entre les galeries i museus de l'estat destaquen el Phoenix Art Museum, el Amerind Foundation Museum, en Dragoon, l'Arizona Historical Society Museum, a Tucson, l'Arizona State Museum, a la Universitat de Tucson, el Jardí Botànic del Desert de Phoenix, el Fort Huachuca Historical Museum, el Heard Museum of Anthropology and Primitive Art, de Phoenix, el Museum of Northern Arizona, a Flagstaff i el University of Arizona Museum of Art, de Tucson. També són interessants les ruïnes prehispàniques com són els Monuments Nacionals de Canyon de Chelly, Wupatki, Montezuma Castle, Navajo i Casa Gran.
En aquest territori es troben obres arquitectòniques de gran interès com la casa de Taliesin West, la de Frank Lloyd Wright o la ciutat de Arcosanti, dissenyada per Paolo Soleri. Lògicament també abunden els exemples d'arquitectura d'estil espanyol com la Missió de Sant Xavier del Bac, un monestir franciscà de finals del segle xviii, l'edifici del Heard Museum i el de la Biblioteca Pública de Nogales (Arizona).
En aquest estat hi ha diverses orquestres i companyies de teatre i òpera com la Companyia d'Òpera d'Arizona, la Companyia de Teatre d'Arizona i les Orquestres Simfòniques de Phoenix i de Tucson.
L'art local està enormement influenciat per les tradicions índies, sobretot per les manifestacions artístiques dels indis navaho i hopi, tant en treballs de ceràmica com en argenteria, cistelleria i teixits.
Els espectacles més populars són els rodeos i com esports més seguits el bàsquet, on sobresurt l'equip dels Phoenix Suns, i el futbol americà, amb l'equip professional d'Arizona Cardinals.

## Educació
Les primeres escoles d'Arizona van ser obertes al segle xvii pels missioners espanyols, i per això, s'hi ensenyava majoritàriament religió. Després de la independència mexicana el 1821, els mexicans van expulsar a tots els missioners nascuts a Espanya. En aquestes escoles la principal missió era la de convertir els nadius americans al catolicisme, van ser abandonades després pel govern mexicà. Les primeres escoles públiques es van fundar a Tucson, el 1871. En la dècada de 1880, el govern d'Arizona va crear un sistema de fons per a l'educació i va fer obligatòria l'educació a tots els nens de l'estat. Fins a 1951, les escoles d'Arizona estaven segregades.
Actualment, totes les institucions educatives d'Arizona han de seguir certes regles i patrons dictats pel Consell Estatal d'Educació d'Arizona. Aquest consell controla directament el sistema d'escoles públiques de l'estat, que està dividit en diversos districtes escolars. Cada ciutat principal (city), té diverses ciutats secundàries (towns) i cada comtat, consten com a mínim d'un districte escolar. A les ciutats, la responsabilitat d'administrar les escoles és del districte escolar municipal, mentre que en les regions menys densament poblades, aquesta responsabilitat té a càrrec dels districtes escolars que operin en el comtat. Arizona permet l'existència de les anomenades "escoles charter", que són escoles públiques independents, que no són administrades per districtes escolars, però que depenen de pressupostos públics per a la seva sustentació. L'escolarització és obligatòria per a tots els nens i adolescents de més de sis anys, fins a la conclusió de l'educació secundària o fins als quinze anys.
El 1999, les escoles públiques d'Arizona van atendre prop de 852.000 estudiants, emprant aproximadament a 44.800 professors. Segons dades de 2005, un 83,8% dels habitants de l'estat amb més de 25 anys té en el seu haver un diploma de graduat en educació secundària o superior.

### Educació primària i secundària
Les escoles públiques d'Arizona s'agrupen en 220 districtes escolars locals que funcionen amb independència. No obstant això, en la majoria dels casos estan governats per superintendents elegits per la població del comtat. Aquests al seu torn són supervisats pel Consell Estatal d'Educació d'Arizona (una secció del Departament d'Educació d'Arizona) i pel Superintendent d'Instrucció Pública de l'estat. El 2005, es va establir la School District Redistricting Commission amb l'objectiu de combinar i consolidar molts d'aquests districtes.

### Educació superior
A Arizona hi ha 19 universitats públiques i 13 privades, on estudien anualment prop de 135.000 estudiants. Els centres d'educació superior més importants són la Universitat d'Arizona, a Tucson, Arizona State University, a Tempe, i Northern Arizona University, a Flagstaff, totes elles fundades a finals del segle xix. Així mateix, el 1969 es va inaugurar el Tsaile el Navajo Community College, la primera institució d'educació superior nord-americà en una reserva índia.

### Turisme i lleure

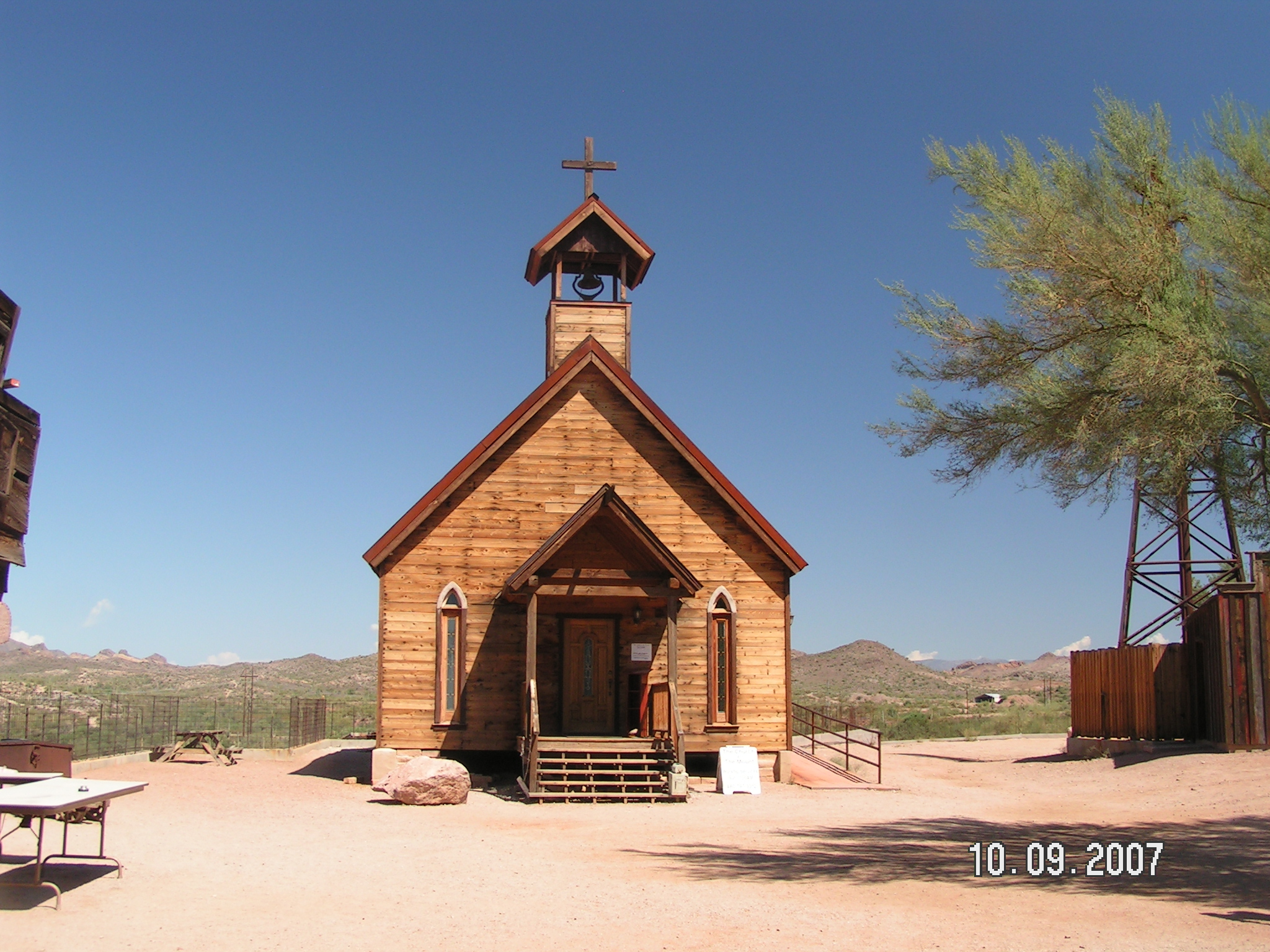
ghost town

L'impacte del turisme en l'economia d'Arizona és gran. El 2000, 29.490.000 de persones van vestir l'estat, generant 1.376.000 milions de dòlars en vendes directes. Aquell mateix any, més de 380.000 persones estaven directament o indirectament emprades en treballs relacionats amb el sector turístic.
Dins de l'estat d'Arizona es localitzen 25 parcs i monuments nacionals, 27 dels quals, el més popular sense discussió és el Parc Nacional del Gran Canyó. A part d'aquest, són populars també el Parc Nacional del Bosc Petrificat i el Parc Nacional del Saguaro. A més, Arizona compta amb 30 parcs estatals, que atreuen 2 milions de visitants l'any.
Arizona disposa de nombrosos llocs per fer càmping, tant públics com privats, i hi ha moltes granges i ranxos per passar les vacances, especialment en les àrees de Tucson i Wickenburg. Les reserves índies són una atracció turística important, especialment les dels navajos i dels hopi. Es pot practicar la pesca esportiva i la navegació en els llacs Mead, Powell, Mohave i Havasu. El paisatge rocós i desèrtic de Sedona és una destinació també molt freqüentada. Biosfera 2, prop de la localitat d'Oracle, abans un projecte científic, avui s'ha convertit en una atracció turística destacada. En l'estat abunden els balnearis d'aigües termals i els llocs de vacances.

### Esports

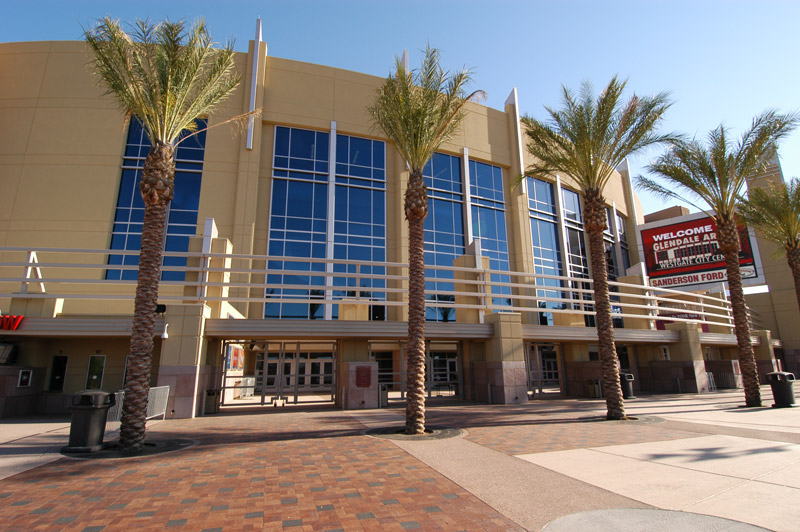
Vista del Jobing Arena, un pavelló poliesportiu de Glendale.

A Arizona hi ha cinc equips professionals que juguen en lligues nacionals, tots ells a Phoenix: els Arizona Cardinals de la National Football League, els Phoenix Suns de l'NBA, els Phoenix Coyotes de la National Hockey League, els Phoenix Mercury de la Women's National Basketball Association, i els Arizona Diamondbacks de la Lliga Nacional de beisbol. A més dels ja esmentats, hi ha un petit equip d'hoquei de lliga menor, també a Phoenix. Nombrosos equips de les Grans Lligues de Beisbol realitzen els seus entrenaments de primavera a Arizona, i existeix a Tucson un equip que juga a les lligues menors.
Al Turf Paradise de Phoenix se celebren curses de cavalls, i a Phoenix, Tucson i Yuma se celebren curses de llebrers. Les primeres curses dels "quarter horse" (cavalls quart de milla) eren a Tucson Rillito Downs en els anys 30.
En els autòdroms de Manzanita Speedway i Phoenix International Raceway es duen a terme competicions automobilístiques de diversa índole (en l'últim s'organitza un esdeveniment de la NEXTEL Cup a principis de novembre) Tant Phoenix com Tucson han estat amfitriones de les competicions del torneig nacional de la PGAA.